# Hephatha-Kirche

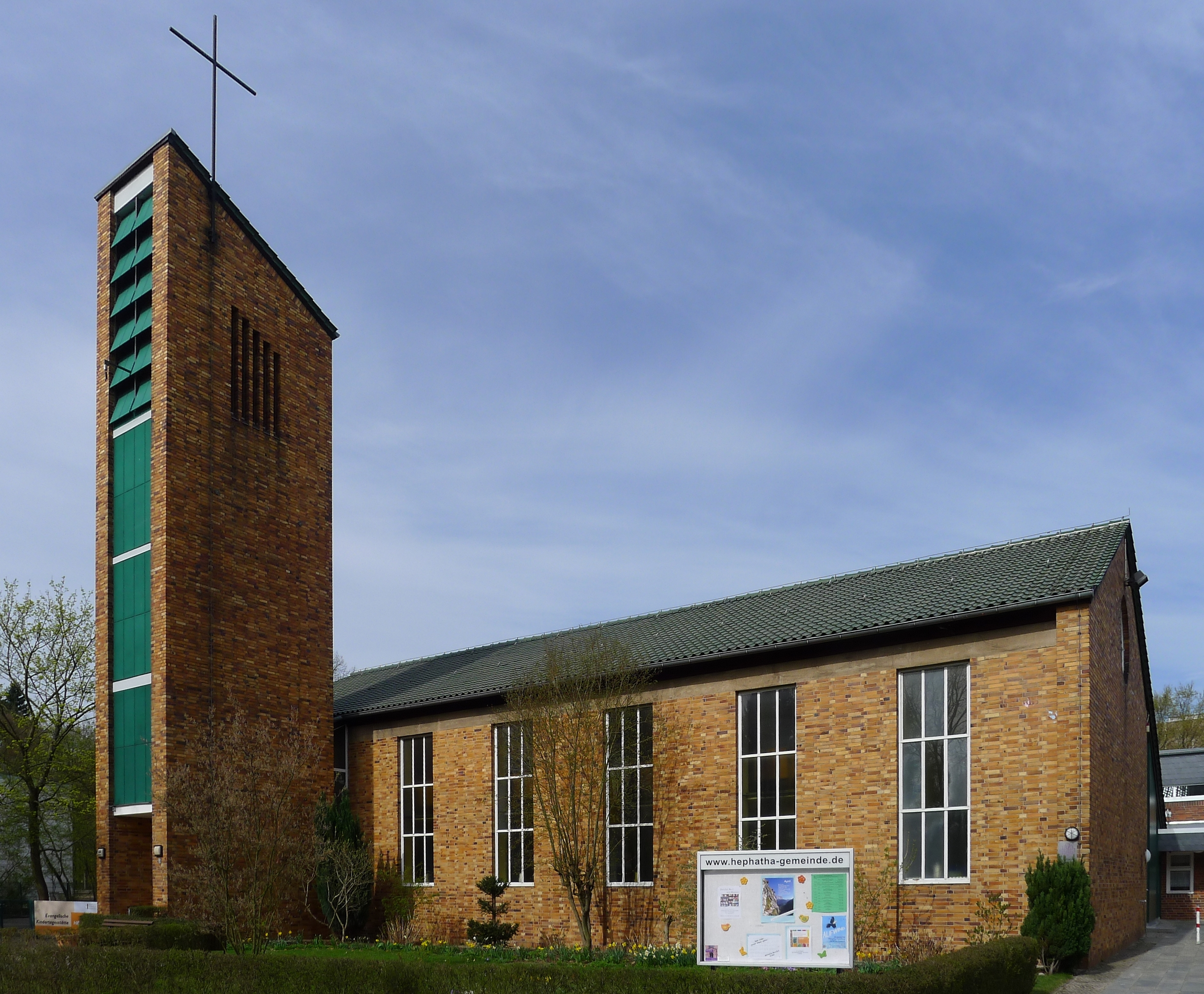
Hephatha-Kirche

Die evangelische Hephatha-Kirche in der Fritz-Reuter-Allee 130–136 im Berliner Ortsteil Britz des Bezirks Neukölln wurde 1954–1955 nach Plänen des Architekten Karl Streckebach errichtet. Es war der erste Kirchenneubau in Berlin nach dem Zweiten Weltkrieg. 1963–1965 wurde sie durch ein Gemeindezentrum mit Kindertagesstätte und Pfarrhaus von Reinhold Barwich ergänzt.

## Geschichte
In den ersten Jahren nach dem Zweiten Weltkrieg blieb die Bautätigkeit in Berlin auf den Wiederaufbau der zerstörten Bausubstanz beschränkt. Seit Anfang der 1950er Jahre wurde mit Neubauten begonnen, so auch in dem bisher landwirtschaftlich genutzten Gutshof Britz. Auch die Folgeeinrichtungen der Siedlung, wie Kindergärten, Schulen, öffentliche Einrichtungen und Kirchen, wurden gleich mit geplant. Im Zuge dieser Neubauplanungen entschied der Gemeindekirchenrat der Dorfkirche Britz, eine neue Gemeinde in Britz-Süd zu gründen. Am 30. Juni 1954 erfolgte die Grundsteinlegung für die Kirche der Tochtergemeinde. Am 16. Oktober 1954 wurde das Richtfest gefeiert. Am 3. Juni 1955 weihte Bischof Otto Dibelius die Siedlungskirche, wie sie damals genannt wurde, ein. Seit dem 1. Oktober 1956 war die Siedlungsgemeinde selbstständig. Am 29. März 1957 beschloss der Gemeindekirchenrat für die Kirche den Namen „Hephatha“ („Öffne dich“), der dem Markusevangelium (7,31-37) und dort dem Heilungsbericht eines Taubstummen entnommen ist. Der neue Name wurde der Gemeinde am 9. Juni 1957 in einem Festgottesdienst verkündet.

## Baubeschreibung

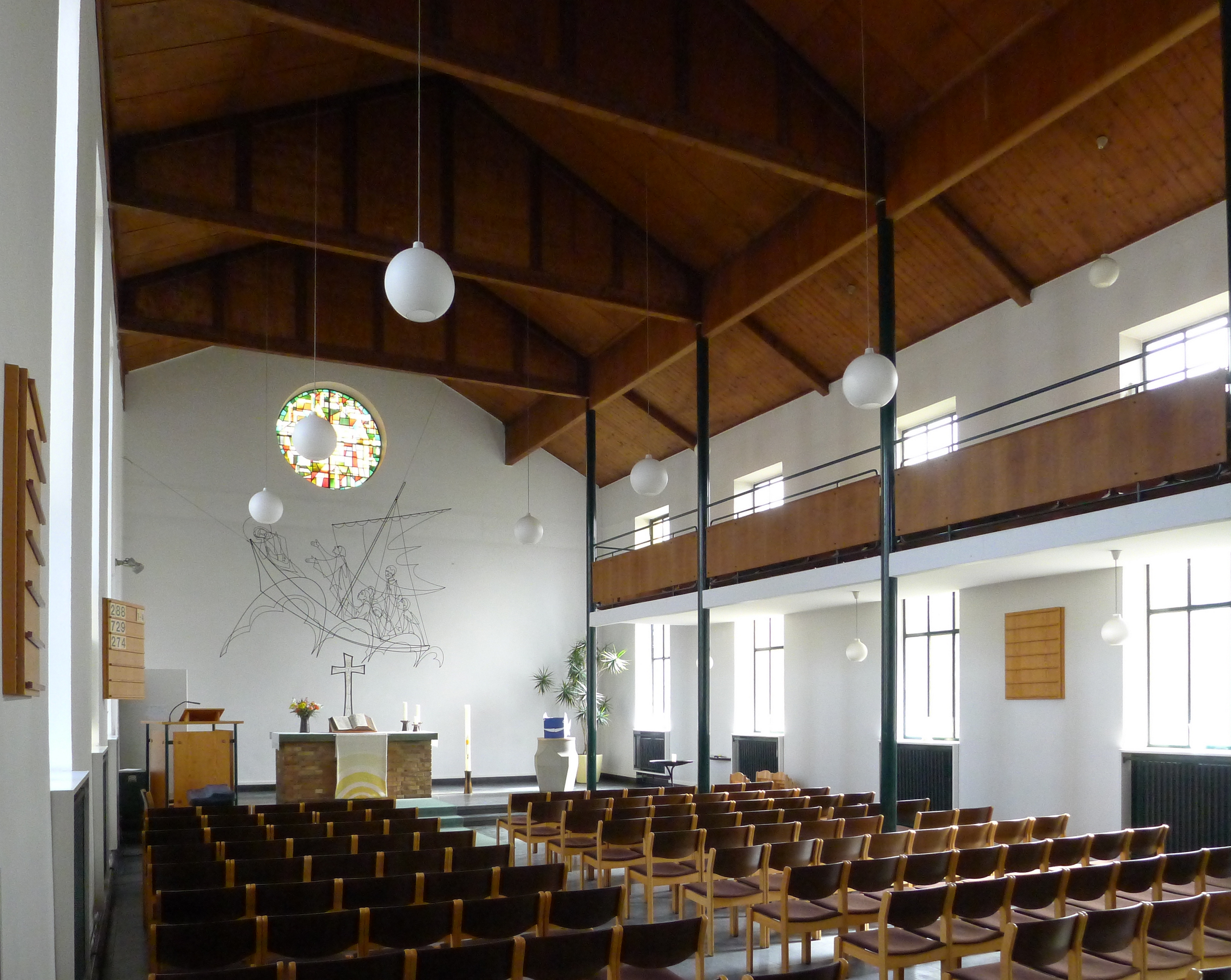
Innenansicht, Richtung Altar

Vorherrschende Form des Grundrisses ist in den 1950er Jahren das Rechteck, dass das Prinzip der traditionellen Wegekirche verkörpert. In der ersten Hälfte des Jahrzehnts wählten viele Architekten neben diesem traditionellen Grundriss auch eine konventionelle Baukonstruktion und Gestaltung. Dies gilt insbesondere für Karl Streckebach, dessen Bauplanungen eine asymmetrische Anordnung der Emporen auf nur einer Seite des Langhauses aufweisen, die von Stützen aus Stahl getragen werden.
Die Hallenkirche ist ein mit hellbraunen Klinkern verblendeter Mauerwerksbau, der ein flach geneigtes Satteldach trägt. Auf beiden Längsseiten befindet sich je eine Reihe großer Sprossenfenster, der Giebel der Altarwand enthält eine kleine Fensterrose.
Der Eingang zur Kirche befindet sich in dem seitlich stehenden Glockenturm, einem mit einem kurzen Gang mit dem Vorraum zur Kirche verbundenen Campanile. Er besteht aus zwei Wandscheiben und ist mit einem Pultdach bedeckt. Die Glockenstube erhielt Lamellen als Hülle.

## Ausstattung

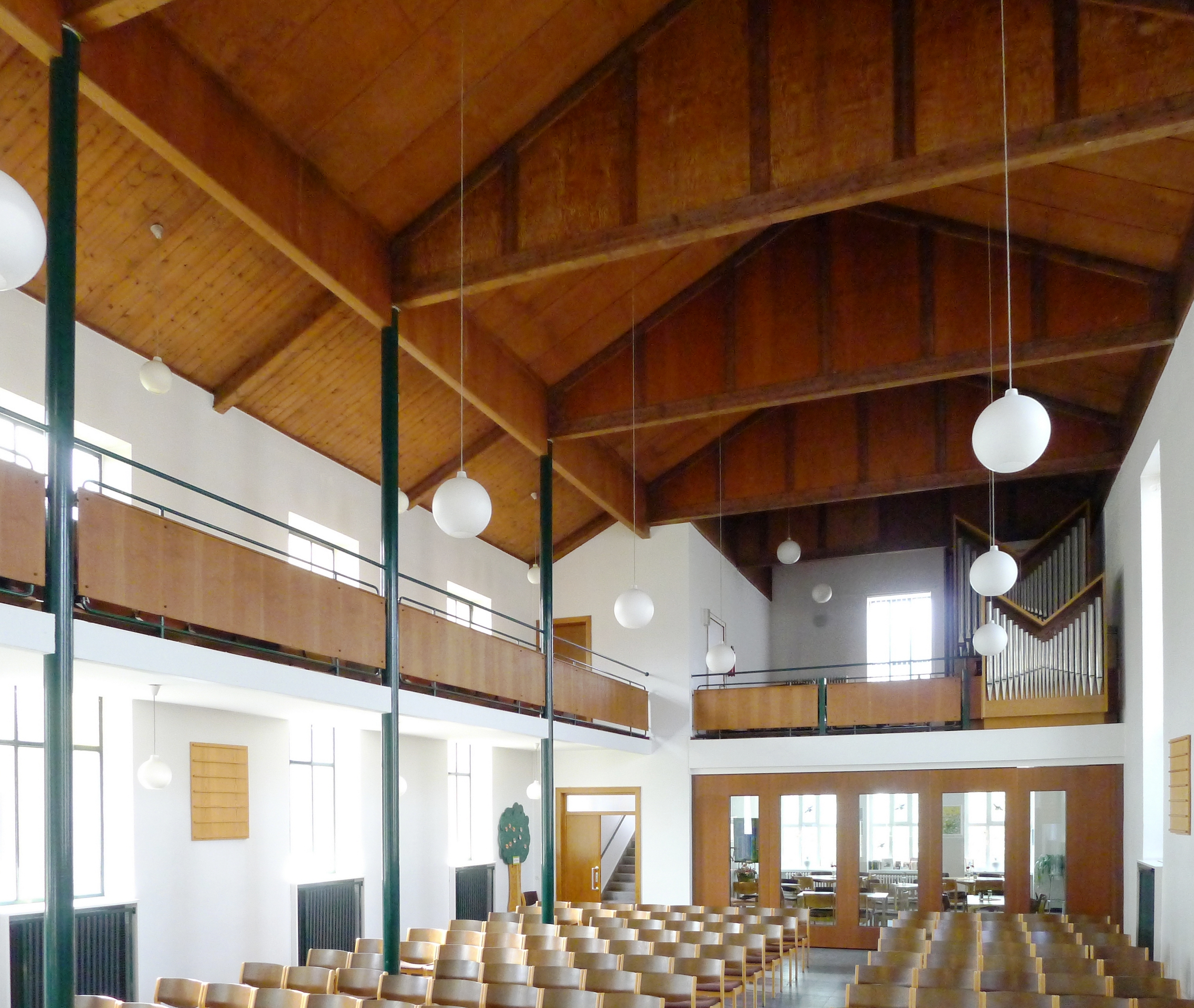
Innenansicht, Richtung Orgel

### In der Kirche
An der Altarwand ist eine Metallplastik angebracht, die Christus mit den Jüngern im Schiff darstellt. Das Taufbecken wurde aus einem Steinblock der zerstörten Kaiser-Wilhelm-Gedächtniskirche gehauen. Da die alte Kanzel wackelig war und nicht zum Kircheninneren passte, wurde 1991 eine neue angefertigt, die den Elementen der Brüstung der Emporen ähnelt.

### Orgel
Über dem Vorraum zur Kirche befindet sich eine Empore, auf der die erste Orgel am 6. Juli 1958 eingeweiht wurde. 1973 erhielt die Kirche eine größere Orgel der Karl Schuke Berliner Orgelbauwerkstatt. Sie hat 16 Register auf zwei Manualen und Pedal.

### Glocken
Im oberen Bereich des Kirchturms befindet sich die Glockenstube, die durch Lamellen zwischen den Turmscheiben gekennzeichnet ist. Dort hängt das Glockengeläut mit drei Glocken aus Bronze.
| Gießjahr | Gießer                      | Schlagton | Gewicht | Durchmesser | Höhe  | Inschrift                                |
| -------- | --------------------------- | --------- | ------- | ----------- | ----- | ---------------------------------------- |
| 1955     | Friedrich Wilhelm Schilling | gis'      | 550 kg  | 92 cm       | 78 cm | CHRISTUS REX                             |
| 1959     | Petit & Gebr. Edelbrock     | h'        | 310 kg  | 80 cm       | 66 cm | + CREDO IN UNUM DEUM PATREM OMNIPOTENTEM |
| 1955     | Friedrich Wilhelm Schilling | cis"      | 210 kg  | 71 cm       | 60 cm | VENI CREATOR SPIRITUS                    |

## Nachweise
1. ↑  Opusliste der Orgelwerkstatt Schuke